# Preetz
Preetz (phát âm tiếng Đức: [ˈpʁeːts]) là một đô thị thuộc huyện Plön, bang Schleswig-Holstein, Đức.